# Милица Вучуровић
Милица Н. Вучуровић (Београд, 25. новембар 1983) српски је библиотекар и когнитивни/сајбер антрополог. Пионир је из когнитивне/сајбер антропологије на Балкану, а написала је и први докторат на свету из класификације Интернет порнографије .

## Биографија
Милица Вучуровић, рођена Васић, од оца доктора медицине Недељка и мајке Надежде, дипломираног правника. Рођена је 25. новембра 1983. године у Београду.
После завршене Пете београдске гимназије, ради као менаџер и новинар. Потом уписује, и у року, 2010. године завршава основне и мастер студије Библиотекарства и информатике на Филолошком факултету Универзитета у Београду. Упоредно, усавршава се и у „Београдској отвореној школи” у Менаџменту знања, као и у „Центру модерних вештина” у погледу заштите животне средине. Докторирала је 2013. на Филозофском факултету Универзитета у Београду бавећи се истраживањем на пољу Когнитивне Антропологије.
Њена дисертација обухватала је класификацију порнографских видео исечака на Интернету и прва је те врсте код нас, како на пољу когнитивне антропологије као такве, тако и у свету. У циљу едукације и превенције, написала је и књигу намењену широкој читалачкој публици.
Сарађивала је са бројним стручним установама, предавала на међународним конференцијама и писала радове на тему сајбер простора и његовог утицаја на кориснике и друштво, контекста садржаја на Интернету, друштвених мрежа, развоја информација, управљања знањем, дигитализације, едукације и јавног здравља. Аутор је и библиграфија и прегледа нових издања из медицинских наука.
Од 2013. године запослена је у Институту за јавно здравље Србије „Милан Јовановић Батут” као шеф библотеке и одељења за научноистраживачки рад, едукацију и публицистику.
Тренутно се припрема да упише постдипломске студије из Јавног здравља на Медицинском факултету у Београду, где планира да искористи своје досадашње резултате истраживања у циљу промоције и превенције јавног здравља.